# Ган-Шмуель
Ґан Шмуель (також Ган-Шмуель, івр. גַּן שְׁמוּאֵל, перекл. Сад Шмуеля) — кібуц у Хайфському окрузі Держави Ізраїль, недалеко на схід від Хадери. Входить до складу регіональної ради Менаше. Кібуц названо на честь рабина Шмуеля Могилевера, піонера релігійного сіонізму та одного з засновників руху «Хававей Сіон».

## Історія
У пізній османський період, у 19 столітті, територія Ґан Шмуель була, за словами історика Роя Марома, частиною лісистої, «малонаселеної прибережної рівнини, населеної гірськими селянами та кочівниками туркменського, нубійського, єгипетського та аравійського походження». Між 1878 і 1880 роками черкеські біженці, що належали до кланів Шапсег, Абадзехів і Кабардів, заснували село Мез/Хірбат аль-Саркас — «скромний глинобитний хутір, що стояв поруч із болотом на південному краю дубового лісу».
Зокрема, землі, на яких був заснований Ґан Шмуель, належали до маєтку аль-Дардара османської епохи. Після покупки аль-Дардари в 1891, у 1895 році засновники міста Хадера посадили тут сад цитронів (етроґів) і назвали його Ґан Шмуель, на честь рабина Шмуеля Могилевера. Земля навколо Ґан Шмуеля була подарована Єврейському національному фонду, і невелика група піонерів вирішила побудувати поселення на цьому місці в 1913 році, в оточені саду Шмуеля. Населений пункт був визнаний кібуцом в 1921 році. Згідно з переписом населення, проведеним у 1922 році британською мандатною владою, на той час у Ґан Шмуелі проживало 48 євреїв. Перша стійка група мешканців утворилася в 1923 році і її члени вважалися засновниками Ґан Шмуеля. Будівлі кібуцу були спроєктовані Ар'є Шароном відповідно до принципів стилю Баугауз в архітектурі.

## Населення
За даними Центрального бюро статистики Ізраїлю, населення на початок 2022 року становило 964 особи.

## Промисловість
Кібуц є власником (43 %) публічної компанії з виробництва напоїв Gan Shmuel Foods Ltd. Заснована в 1941 році, компанія експортує продукцію в 35 країн Європи і Далекого Сходу і є найбільшим експортером оброблених харчових продуктів в Ізраїлі. З моменту злиття Gan Shmuel Foods з Ganir Ltd. у 2007 році Gan Shmuel Group володіє брендом соків „Primor“.

## Спорт
Кібуц має баскетбольну команду «Хапоель Ґан Шмуель Менаше», яка раніше виступала у вищому дивізіоні ізраїльського баскетболу.

## Видатні люди
- Ехуд Адів[he], ізраїльський політолог
- Ран Коген[cs], депутат Кнесету 1984—2008
- Ісаак Грюнбаум, перший міністр внутрішніх справ у 1948—1949 роках, кандидат у президенти на президентських виборах 1952 року
- Урі Ілан[en], солдат Армії оборони Ізраїлю, захоплений в Сирії
- Файге Іланіт[en], депутат Кнесету 1948—1951 (1-й Кнесет), мати Урі Ілана
- Шауль Кназ[he], ізраїльський художник
- Йоганан Сімон[he], ізраїльський художник
- Аріель Зільбер[he], ізраїльський співак та автор пісень

## Галерея

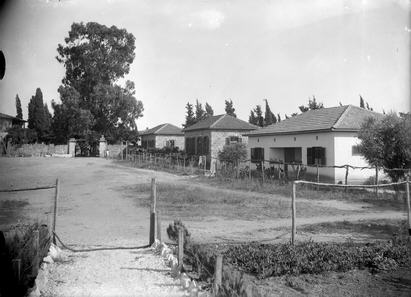
Ґан Шмуель (1927)
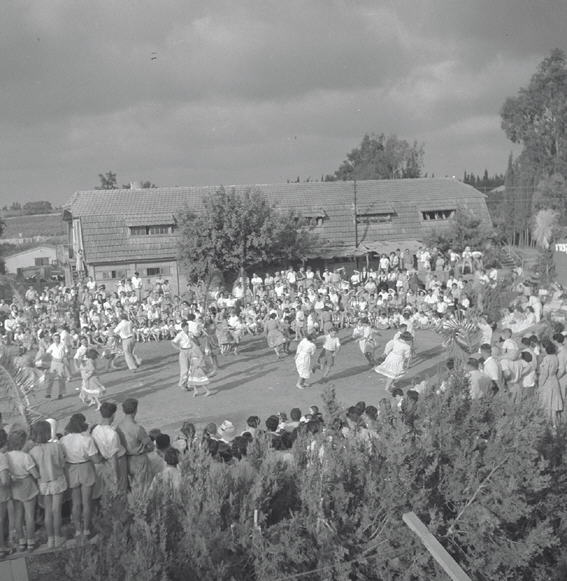
Ґан Шмуель (1945)
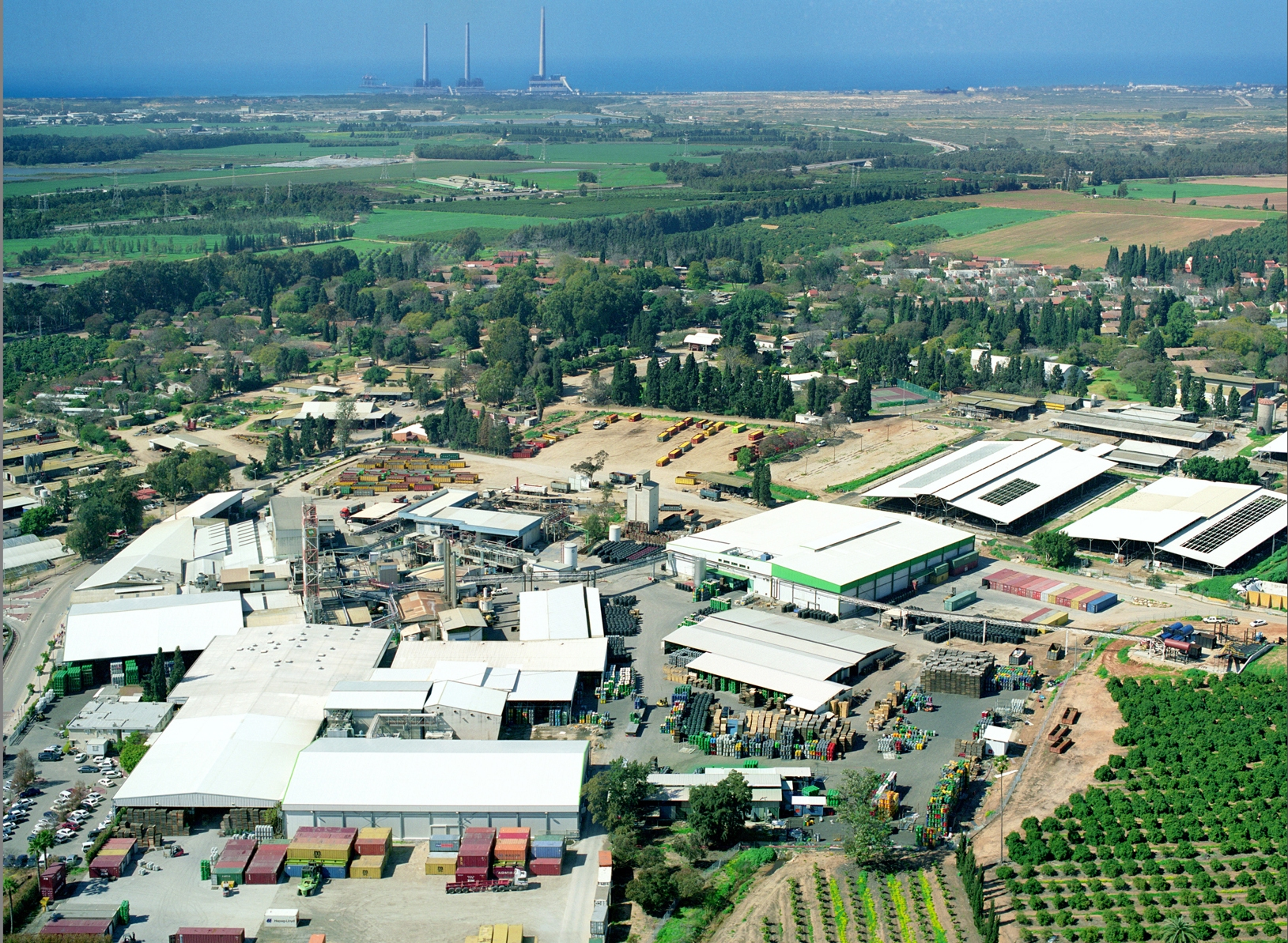
Вид на Ґан Шмуель (близ. 2008)
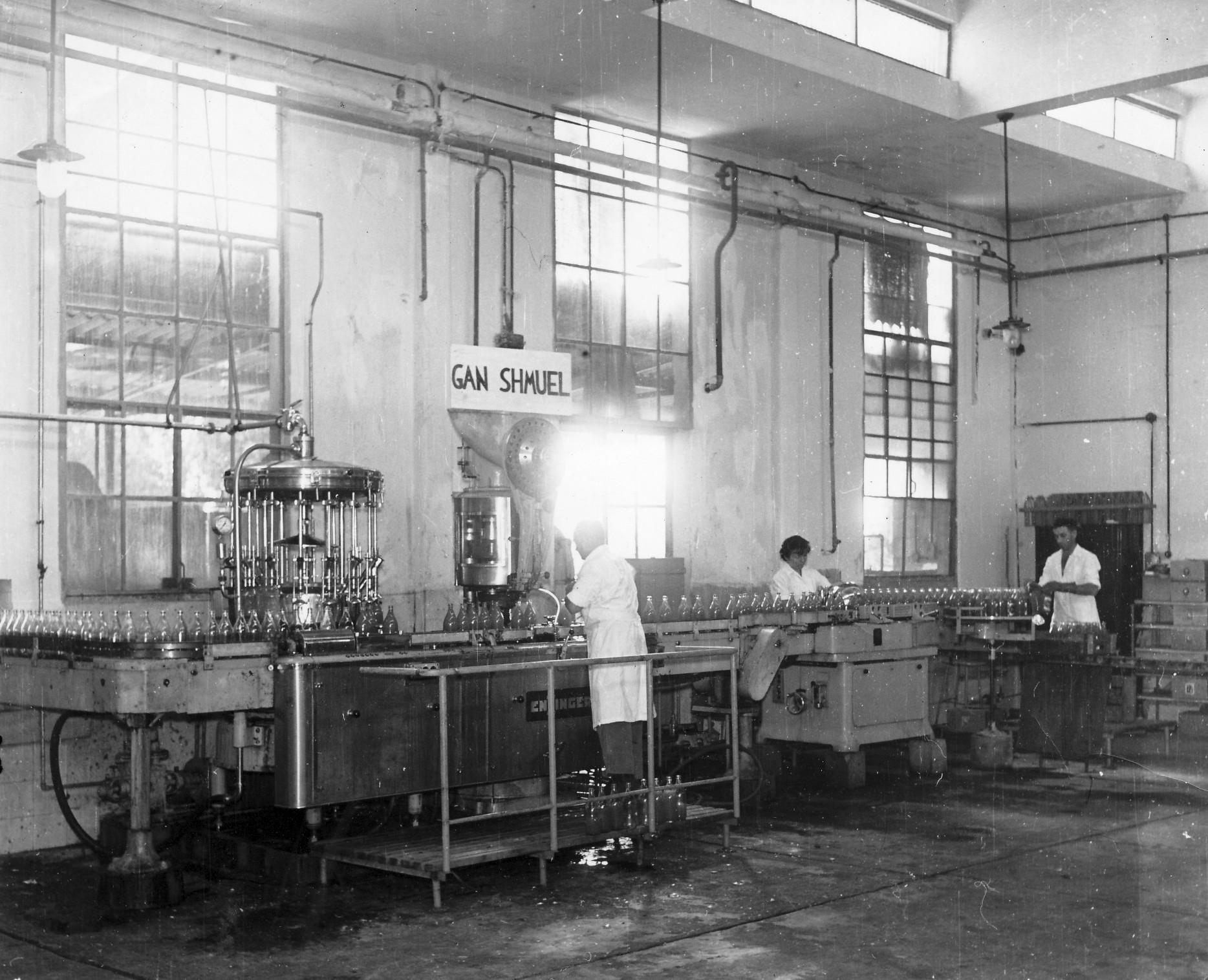
Соковий завод Gan Shmuel, (близ. 1959)
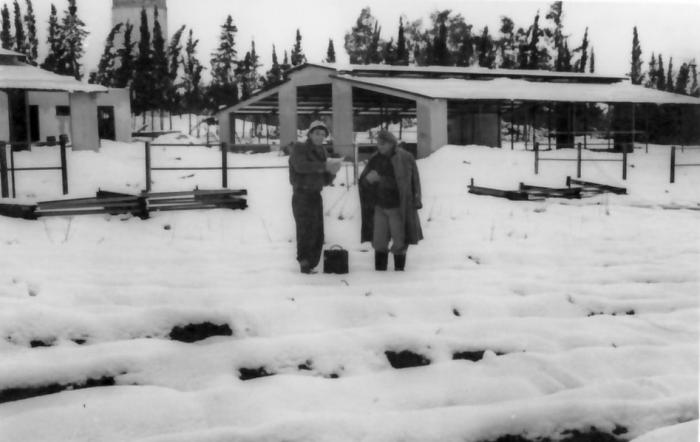
Снігова подія в Ґан Шмуель (1950)
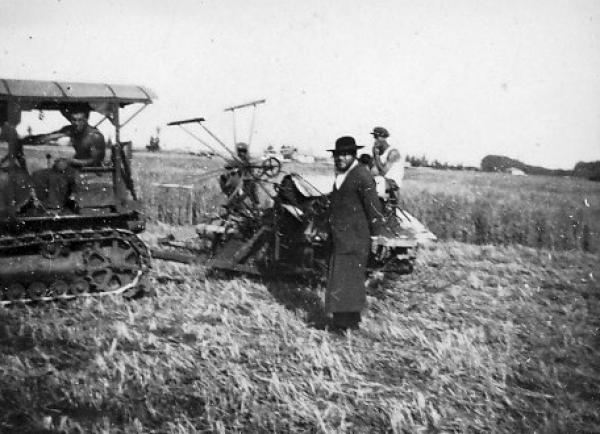
рабини з Єрусалиму наглядають за збором пшениці в кібуці Ґан Шмуель, щоб переконатися, що пшениця є кошерною для приготування маци Шмура (1930—1938)